# Robert Dagnall
Pas d'image ? Cliquez ici

a Compétitions nationales et continentales officielles uniquement.

b Matchs officiels uniquement.
Robert Dagnall, né le 30 janvier 1932 à Prescot et mort le 18 septembre 1999 à Whiston (Merseyside), est un ancien joueur de rugby à XIII anglais évoluant au poste de talonneur dans les années 1960. Il a joué pour Rochdale Hornets avant de rejoindre St Helens RLFC où il a intégré le temple de la renommée participant aux victoires du club en coupe du Lancashire (1961, 1962, 1963, 1964 et 1965), participant aux campagnes victorieuses du championnat d'Angleterre en 1966 et en Coupe d'Angleterre en 1961 et 1966 (sans disputer la finale dans cette dernière). Il a également été international britannique à quatre reprises entre 1961 et 1965 y inscrivant un essai dans la Nouvelle-Zélande pour une victoire 35-19 le 4 novembre 1961. Après sa carrière sportive, il s'est occupé de nombreuses années des équipes de jeunes de St. Helens et était menuisier.